# Avery House (Griswold, Connecticut)
Das Avery House (auch: Hopeville Pond Park House) in Griswold, Connecticut ist ein historisches Gebäude aus den 1770er Jahren. Das Haus hat Abmessungen von 6 × 12 m (20 × 40 ft). Nach der Wiederherstellung des Gebäudes wurde das Avery House die Dienstwohnung des Hopeville Park Managers und gehört seither zu den Immobilien des Hopeville Pond State Park. 1986 wurde es in das National Register of Historic Places aufgenommen.

## Architektur
Architekt und die genaue Bauzeit sind unbekannt. Bei der Aufnahme in das National Register of Historic Places wurde die Bauzeit auf die 1770er geschätzt. Diese Annahme stützt sich auf das Alter der Holzarbeiten im Haus. Der zweistöckige Kolonialbau mit einem zentralen Kamin war ursprünglich mit Schindeln verkleidet und mit einem Satteldach gedeckt. Der Kamin steht auf einem Steinfundament mit unterliegendem root cellar (Gemüsekeller). Der  Zuschnitt der Räume wurde mehrfach verändert. Von den ursprünglichen fünf Räumen im Erdgeschoss wurden die Vorratsräume und die Feuerstelle in der Küche entfernt. Dennoch sind die meisten der  Türrahmen und die schmiedeeisernen Beschläge erhalten. Bis zur Aufnahme in das National Register of Historic Places war das Haus mit Asphaltziegeln gedeckt. Bedeutsam sind die Randkanten (bolection molding, wurden als Ablagen benutzt) an den Feuerstellen und die flach ausgeführten Regale oberhalb der Feuerstelle in den Räumen an der Frontseite. Die Feuerstelle im östlichen Raum besitzt ein großes einteiliges Regal über dem Kamin (single over-mantel panel) und an der Feuerstelle im Westen befinden sich zwei Regale. Mary McMahon, die das Inventar für das NRHP zusammengestellt hat, schreibt: „Ein schöner Eckschrank mit Schmetterlingsablagen befindet sich auch im Ostzimmer“. Im zweiten Geschoss sind die originalen Dielenböden und die Vertäfelungen erhalten und die Konstruktion mit Pfosten und Balken ist im ganzen Haus sichtbar.
1935 baute das Civilian Conservation Corps (CCC) das Gebäude für die Nutzung des Parks um. Das Haus wurde erst 1938 vom State of Connecticut erworben. Das CCC deckte das Haus mit den Ziegeln aber es ist nicht sicher, ob die „unpassende Veranda“ (inappropriate porch) vom CCC installiert wurde. Außerdem errichtete das CCC die Werkstatt-Garage.

## Eigentümer
Von den Eigentümern gibt es nur zwei Aufzeichnungen. Die Baker-Karte von 1854 von New London führte Captain J. Avery als Besitzer. Eine Karte von 1868 zeigt H. Bennett als Bewohner. Nach dem Umbau wurde das Avery House die Wohnung des Hopeville Park Managers.

## Bedeutung
Das Avery House wurde 1986 ins National Register of Historic Places aufgenommen. Bedeutsam ist es vor allem aufgrund seines guten Erhaltungszustands. Laut McMahon ist die „Vertäfelung die besterhaltene, von den Häusern aus dem 18. Jahrhundert, die dem DEP gehören.“ Ursprünglich wurde das Haus zusammen mit einer Umgebung von 120 m (400 ft) Umkreis geschützt, dies wurde jedoch später auf 91 m (300 ft) reduziert.